# Gundakar Poppo z Ditrichštejna
Gundakar Poppo Pavel František Antonín Josef hrabě z Ditrichštejna (německy Gundacker / Gundaccar Paul Franz Anton Joseph Graf von Dietrichstein, Freiherr auf Hollenburg, 10. ledna 1672 Klagenfurt – 9. října 1737 Praha) byl rakouský šlechtic z rodu Ditrichštejnů, jako rytíř Maltézského řádu zastával funkce ve správě Českého království, uplatnil se také jako diplomat. V letech 1726–1737 byl velkopřevorem Maltézského řádu v Čechách, na Moravě a ve Slezsku. Proslul jako mecenáš barokního umění a ve funkci maltézského velkopřevora byl iniciátorem řady staveb v Čechách (Velkopřevorský palác, poutní kostel v Radomyšli).

## Životopis

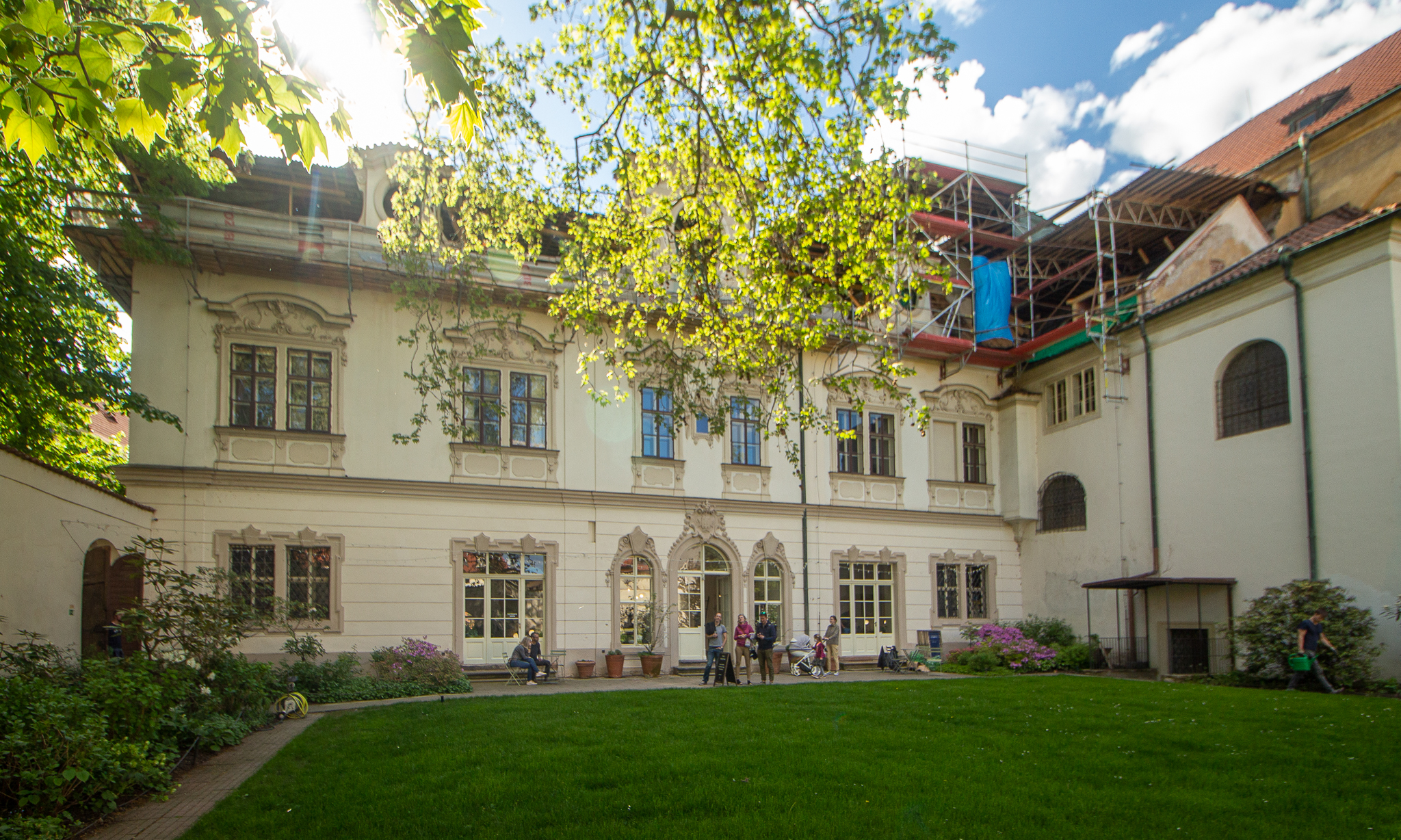
Velkopřevorský palác v Praze

Pocházel ze starého šlechtického rodu Ditrichštejnů, patřil ke korutanské hraběcí větvi sídlící na zámku Hollenburg. Narodil se jako čtvrtý syn dlouholetého korutanského zemského hejtmana hraběte Zikmunda Helfrieda z Ditrichštejna (1637–1690) a jeho manželky Marie Isabely, rozené Gonzagové (1638–1702). Po studiích teologie vstoupil do Maltézského řádu. Jako maltézského rytíře jej archivní prameny uvádějí až k roku 1697, ale již v roce 1693 byl velitelem řádové galéry ve Středozemním moři. Od roku 1701 byl komturem na Dívčím Hradu, později spravoval řádové komendy v Brně, Karlovaci nebo Fürstenfeldu. Jako receptor českého velkopřevorství byl v letech 1706–1707 mimořádným vyslancem u volby císaře Josefa I. ve Frankfurtu. Díky císařově přízni se pak stal přísedícím zemského soudu v Čechách, členem sboru místodržících a císařským komořím. V roce 1717 byl jmenován skutečným tajným radou a od roku 1723 byl řádným vyslancem Maltézského řádu u císařského dvora ve Vídni. Nakonec byl v letech 1726–1737 velkopřevorem Maltézského řádu pro Čechy, Moravu a Slezsko. V roce 1727 obdržel český inkolát s potvrzením hraběcího titulu pro České království a nárokem na oslovení Hoch- und Wohlgeboren. V archivu Maltézského řádu v Praze je dochováno zajímavé privilegium z roku 1728, jímž mu papež Benedikt XIII. povolil ze zdravotních důvodů jíst maso i v době půstu. Jako příslušník hollenburské větve Ditrichštejnů byl také uživatelem čestných úřadů nejvyššího lovčího ve Štýrsku a nejvyššího číšníka v Korutansku, které byly v rodině dědičné.
Hrabě Gundakar Poppo z Ditrichštejna zemřel 9. října 1737 ve věku 65 let ve Velkopřevorském paláci v Praze a je pohřben v přilehlém kostele Panny Marie pod řetězem.

## Barokní mecenáš

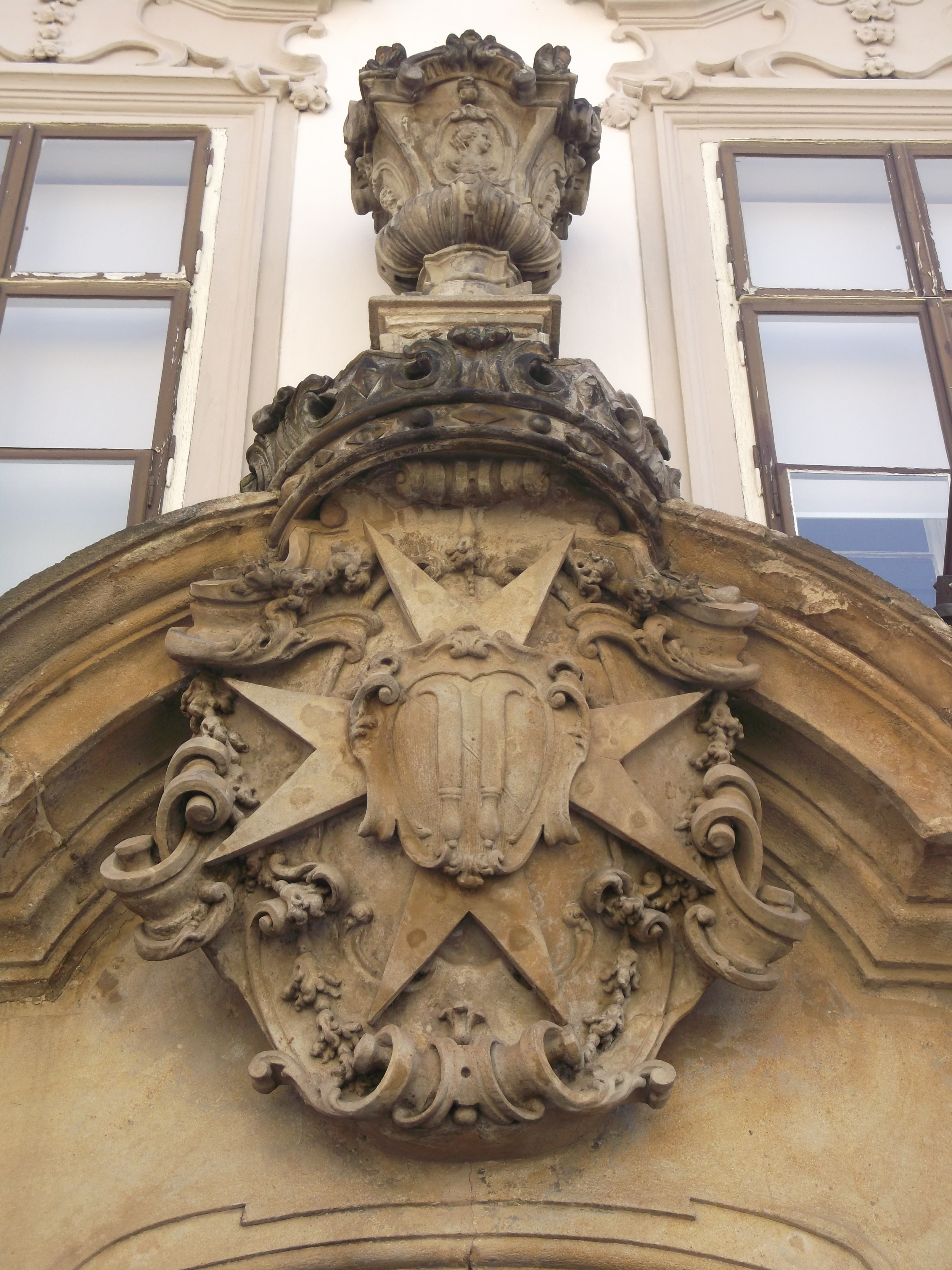
Ditrichštejnův erb na průčelí Velkopřevorského paláce v Praze

Jako velkopřevor proslul bohatou stavební činností ve stylu baroka v Praze a na řádových statcích v Čechách. Především nechal přestavět Velkopřevorský palác na Malé Straně (architekt Bartolomeo Scotti) obohacený výzdobou z dílny Matyáše Bernarda Brauna. V jeho sousedství vznikla v letech 1728–1731 další řádová budova (Lázeňská ulice č.p. 287) podle projektu Thomase Haffeneckera s určením jako kněžský alumnát. Mimo Prahu zanechal nejvýraznější stopu výstavbou poutního kostela sv. Jana Křtitele v Radomyšli (dokončen a vysvěcen byl až v roce 1738 po jeho smrti). Na řádovém panství Horní Libchava nechal přestavět kostel sv. Jakuba Většího, další stavební zakázky zadával v Horažďovicích, Opavě a řadě dalších míst. Ve Strakonicích přispěl k barokním úpravám kostela sv. Prokopa a hřbitovního kostela sv. Václava s řádovou hrobkou maltézských rytířů. V jižních Čechách inicioval přestavbu kostela sv. Ondřeje v Radobytcích. Byl také mecenášem výtvarného a užitého umění. Pro Velkopřevorský palác objednal v Bruselu soubor tapiserií s náměty světských radostí (za druhé světové války byly na příkaz Joachima von Ribbentropa odvezeny do Německa). Významné umělce zval také k budování oltářů v řádových kostelech, pro hlavní oltář kostela Panny Marie pod řetězem zakoupil obraz od Karla Škréty. Pro kostely objednával i řadu cenných předmětů (monstrance v kostele Panny Marie pod řetězem). Díky jeho aktivitám je na řadě míst v Čechách dochován jeho erb užívaný v nejjednodušší formě dvou mečů v červeno-zlatém poli (Velkopřevorský palác v Praze, Radomyšl Horní Libchava).